# 司马翘
司马翘（？—326年），东晋宗室，琅邪武王司马伷曾孙，武陵庄王司马澹之孙，梁怀王司马禧之子。
司馬翘为梁王世子。司马禧在永嘉之乱的时候没于石勒乱兵，司马翘也被石勒俘虏。晋元帝时，以西阳王司马羕子司馬悝为司馬肜后嗣，为梁王，司馬悝早薨，谥号殇王。司马翘从后赵回到东晋，建武元年（317年）八月甲午，立为梁王（治所在今河南省商丘市），官至散骑常侍。咸和元年（326年）十二月去世。谥号声王，无子，以武陵威王司馬晞子司馬㻱嗣梁王。
| 前任： 司馬悝 | 晋朝梁王 317年－326年 | 繼任： 司馬㻱 |